# 小川良一
小川 良一（おがわ りょういち）は、日本の元アマチュア野球選手（捕手）。

## 経歴
盈進高等学校では四番打者として活躍、本来は捕手であるが、打力を活かし外野手としても起用された。1970年秋季中国大会準々決勝に進むが、梨田昌崇のいた浜田高に惜敗。その後、広島県選抜チームの一員としてフィリピン遠征に参加した。翌1971年夏の甲子園県予選では決勝に進出するが、広陵高に完封負け、甲子園出場を逸する。
駒澤大学に進学。2年上に吉田秀雄、1年下に大宮龍男ら好捕手がおり厳しい競争が続く。東都大学野球リーグでは山本泰之、水谷啓昭、森繁和らとバッテリーを組み5回の優勝を経験。1973年には秋季リーグ優勝後、第4回明治神宮野球大会でも同志社大を降し初優勝を飾る。1975年は春秋季連続優勝、自身も連続してベストナイン（捕手）に選出される。全日本大学野球選手権大会でも決勝で大阪商大を破り優勝している。また1974年、1975年の日米大学野球選手権大会日本代表に選出された。大学同期に中畑清、平田薫、二宮至らがいる。
1975年のドラフト会議で地元の広島東洋カープに4位指名されたが、入団を拒否し、住友金属に入社した。1979年に正捕手の中村裕二が病で離脱、先発を任される。同年の社会人野球日本選手権では決勝に進み、高橋修二、川端理史の継投で松下電器を完封し優勝を飾る。この大会の優秀選手に選出された。1981年には嶋田宗彦が台頭しレギュラーに定着。しかし1983年の社会人野球日本選手権は嶋田が負傷欠場。エース高橋修二を好リードし、決勝で東芝を降し4年ぶりの優勝を飾る。大会優秀選手賞を再度獲得するが、同年限りで引退した。